# Świerk kłujący
Świerk kłujący, świerk srebrny (Picea pungens Engelm.) – gatunek drzewa z rodziny sosnowatych (Pinaceae). Świerk kłujący pochodzi z Gór Skalistych w zachodniej części Ameryki Północnej.

## Morfologia

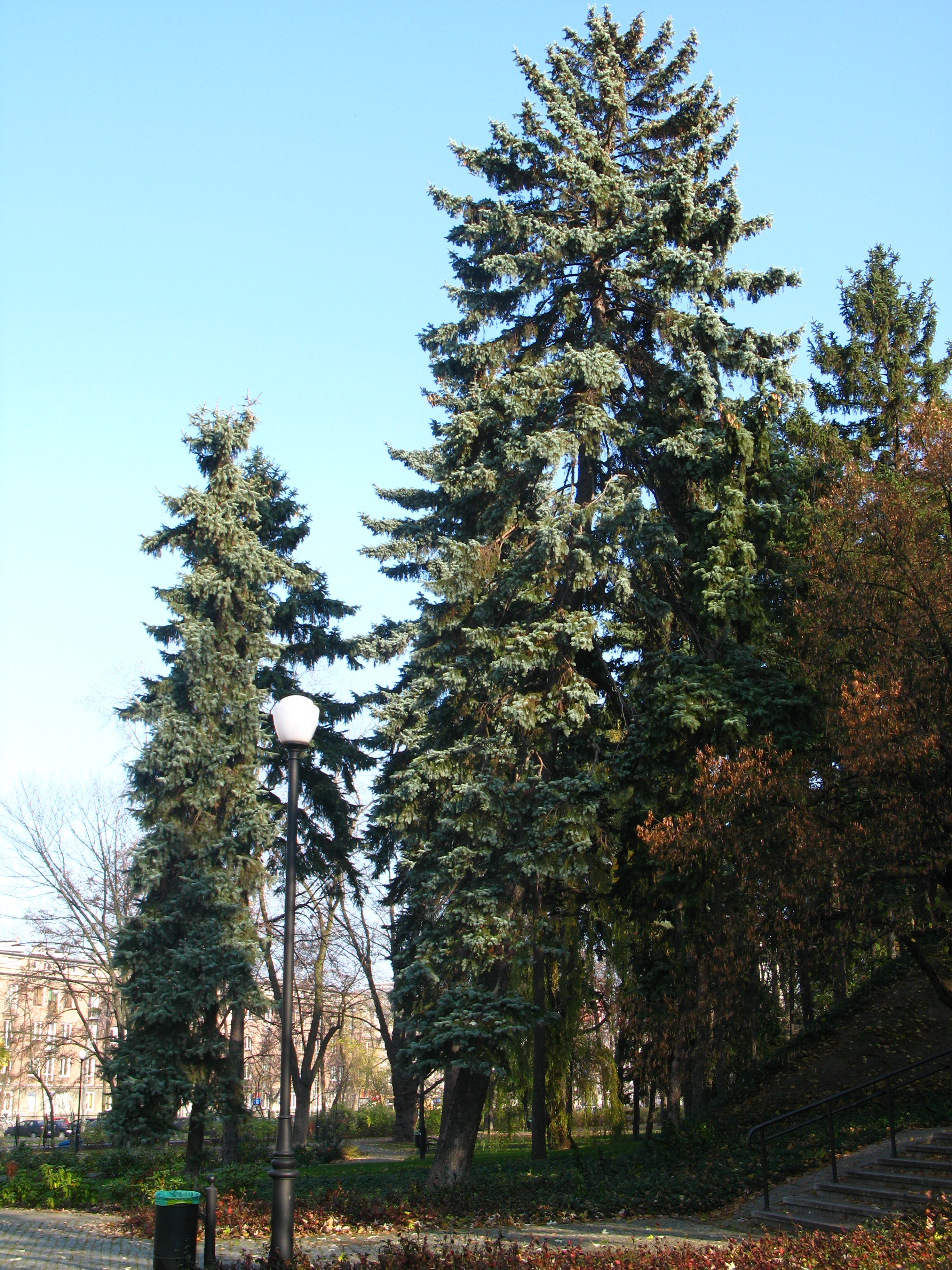
Pokrój (Park im. Stefana Żeromskiego w Warszawie)

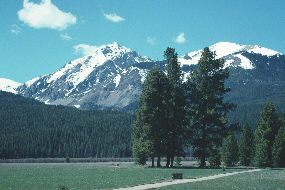
Świerki kłujące w swoim naturalnym środowisku

PokrójKorona stożkowata, zazwyczaj bardzo gęsta. Starsze drzewa smukłe.
PieńFormy typowe rosnące w swoim naturalnym środowisku osiągają wysokość ponad 30 m, odmiany uprawne (kultywary) są znacznie niższe.  Średnica pnia do 1,5 m. Kora cienka i popękana, szarobrązowa, u starszych drzew brunatnoszara.
LiścieIgły wyrastają na wyraźnych, sęczkowatych wzniesieniach. Są czterokanciaste, i posiadają wyraźną siną smugę w miejscu występowania szparek oddechowych. Są zaostrzone, sztywne, bardzo kłujące i ustawione prostopadle do gałązek, dookolnie, na wszystkie strony. Na młodych pędach są zazwyczaj srebrnosine
KwiatyGatunek jednopienny. Kwiaty żeńskie szyszeczkowate i zielonkawe, osadzone pionowo na końcach pędów. Kwiaty męskie długości do 3 cm, podłużne, o żółtawym zabarwieniu.
SzyszkiZwisające, jasnobrązowe, długości 8-10 cm.Ich łuski są drobne, miękkie i mają szczyty wyraźnie ścięte i nierówno ząbkowane.
Gatunki podobneŚwierk kłujący mylony jest czasem ze świerkiem sitkajskim (Picea sitchensis) lub świerkiem Engelmanna (Picea engelmannii). Pierwszy pochodzi z tego samego areału, odróżnia się szczególnie cienkimi i twardymi igłami. Świerk Engelmanna również pochodzi z Gór Skalistych, ale ma bardziej miękkie igły i wężej zakończone łuski szyszek.

## Biologia i ekologia
Drzewo wiecznie zielone. W swoim naturalnym środowisku występuje na wysokości pomiędzy 1800 a 3300 m n.p.m. Tworzy lasy mieszane z sosną wydmową, topolą osikową i daglezją. Porasta także brzegi rzek i wilgotne, cieniste zbocza.

## Kultywary
W wyniku celowej selekcji powstało wiele odmian o zróżnicowanych cechach pokroju i zabarwienia igieł.

- 'Argentea'
- 'Białobok'
- 'Blue Pearl'
- 'Corbet'
- 'Donna's Rainbow'
- 'Early Cones'
- 'Fat Albert'
- 'Fat Mac'
- 'Glauca'
- 'Glauca Cecilia'
- 'Glauca Globosa'
- 'Glauca Pendula'
- 'Green Globe'
- 'Hermann Naue'
- 'Hillside'
- 'Hoopsii'
- 'Hoto'
- 'Hunnewelliana'
- 'Iseli Fastigiata'
- 'Iseli Foxtail'
- 'Koster'
- 'Koster Pendula'
- 'Lucky Strike'
- 'Maigold'
- 'Marciniec'
- 'Mesa Verde'
- 'Moerhaim'
- 'Montgomery'
- 'Mrs. Cesarini'
- 'Prostrata'
- 'Saint-Mary Broom'
- 'Sonia'
- 'Stanleys Pygmy'
- 'Virgata'
- 'Walnut Green'

## Zastosowanie

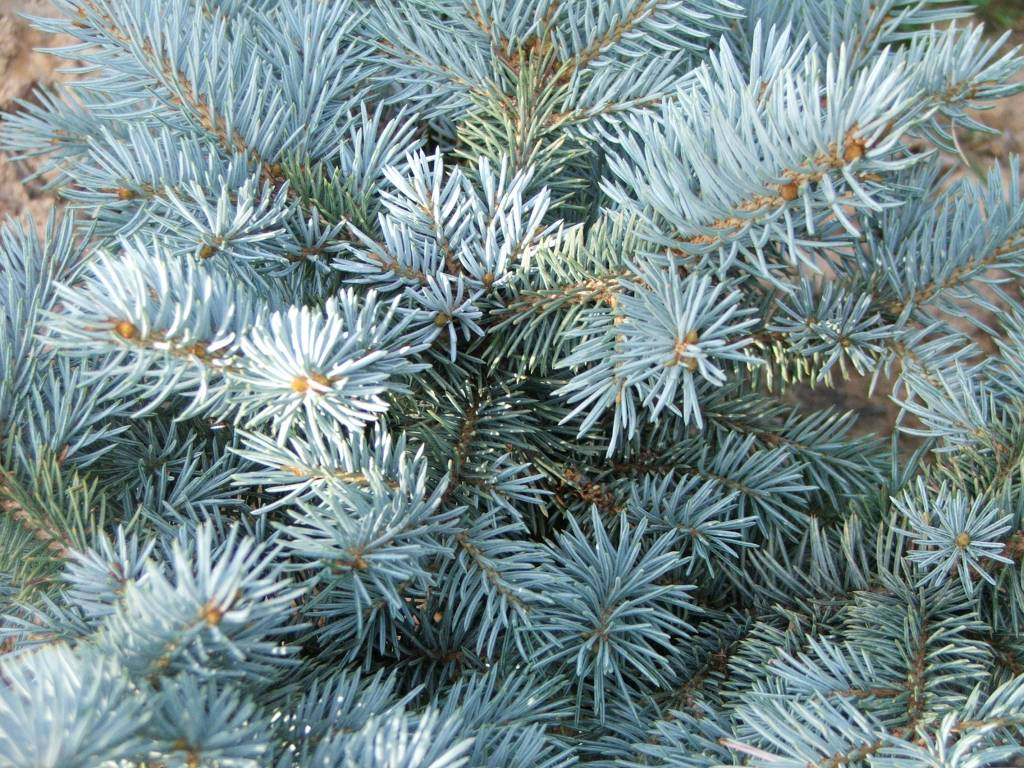
Świerk kłujący 'Glauca globosa'

Roślina ozdobna – drzewo cenione w ogrodnictwie, szczególnie ze względu na małe wymagania i odporność na niskie temperatury i warunki miejskie. Forma typowa uprawiana jest w parkach, ogrodach i w zieleni miejskiej. Częściej jednak uprawiane są odmiany ozdobne (kultywary) charakteryzujące się dużo mniejszą wysokością, bardziej ozdobnymi igłami i wolniejszym wzrostem. Sprowadzony został po raz pierwszy do Europy pod koniec XIX w. Najlepiej sadzić go pojedynczo lub w grupach, ale daje się także na szpalery i żywopłoty.

## Uprawa
Ma małe wymagania. Formę typową uprawia się z nasion, kultywary zazwyczaj z sadzonek wyhodowanych przez ogrodników, przy uprawianiu z nasion niektóre odmiany nie zachowują bowiem cech rośliny matecznej. Dawniej kultywary te otrzymywano przez szczepienie, co gwarantowało wierne odtwarzanie cech, ale było trudne, obecnie najczęściej uprawia się je z nasion, a następnie selekcjonuje wykiełkowane rośliny. Wskutek tego sadzonki różnią się między sobą i w różnym stopniu zachowują cechy odmiany matecznej. Odmiany o srebrzystych igłach wymagają stanowiska słonecznego.